# Maschinenpistole 40
 (décembre 2015).
Le Maschinenpistole 40, couramment appelé MP40, est un pistolet-mitrailleur, chambré pour la munition Parabellum 9 × 19 mm. Il succède au MP 38 et au MP 38-40 (les chiffres correspondent aux dates d'adoption de ces armes).
Le MP40 reprend le fonctionnement à culasse ouverte du MP38 en simplifiant sa production. 
Plus de 1,2 million de MP38, MP 38-40 et MP40 furent produits.

## Histoire
Les soldats alliés surnommèrent cette arme « Schmeisser », en référence au concepteur d'armes allemand Hugo Schmeisser qui était à l'origine du MP18 du conflit précédent. En réalité, les MP38, MP 38-40 et MP40 furent conçus par Heinrich Vollmer à l'usine d'armement ERMA d'Erfurt (Erfurter Maschinenfabrik Geipel), en se basant sur le MP36, effectivement développé et produit quant à lui par Schmeisser. 
Elle fut fabriquée dans les usines ERMA, C. G. Haenel (de) à Suhl, et par Steyr, à Steyr en Autriche, où la production de cette arme fut la plus importante, et où elle se poursuivit jusqu'en octobre 1944. Au total, entre 746 000 et 1 100 000 de ces pistolets-mitrailleurs  furent produits.

## Conception
À la fin des années 1930, la production en grand nombre du MP38 pour la Wehrmacht fut lancée, après que son utilité eut été clairement démontrée lors de la guerre d'Espagne. Dès le début sa production en grand nombre est envisagée pour en réduire les coûts.
Le MP38 devint la première arme au monde à être dotée d'une crosse repliable en acier. Il répondait ainsi bien aux exigences de la Wehrmacht pour la Blitzkrieg à venir. 
La fabrication du MP38 se réalisait principalement par usinage, ce qui demandait donc à la fois une main-d'œuvre qualifiée et des matériaux de premier choix. Une première modernisation apparut avec le MP 38-40, mais insuffisante si l'on voulait aboutir à une réelle production de masse.
La production fut grandement accélérée et facilitée lors de l'introduction de techniques industrielles comme l'emboutissage des tôles ou le soudage par points. Il fut également fait appel à des sous-traitants chargés des petites pièces jusqu'à certains sous-ensembles complets afin de répondre à la demande toujours croissante. Malgré la standardisation des procédés, les coûts de fabrication de l'arme désormais appelée MP40, restèrent légèrement supérieurs à ceux du MP38 contrairement à une croyance répandue. Les économies en termes de matières premières restaient également minimes. Néanmoins, les cadences de production purent être grandement augmentées. 
La conception du MP38-40 était, comparativement aux pistolets-mitrailleurs construits jusqu'alors, innovante et peu conventionnelle. La crosse repliable rendait l'arme très maniable. La Bakélite, économique, durable et plus facile à mettre en œuvre que le bois, fut employée pour le garde-main et les plaquettes de poignée, elle-même réalisée en aluminium pour le MP38 puis en acier embouti dans plusieurs versions de plus en plus simplifiées pour le MP40.
Le poids était bien réparti entre la poignée et le puits de chargeur, ce qui contribuait à l'équilibre global de l'arme. Elle offrait une cadence de tir relativement modérée de 500 coups par minute, seulement en rafales, faute de sélecteur de tir. Ces deux caractéristiques lui donnaient une grande stabilité lors des rafales, et il était possible en pratique de tirer
au coup par coup assez facilement avec un peu d'entraînement.
Le MP40 est doté d'un ergot sous le canon ainsi que d'une fine bande anti-rebond (en aluminium puis en bakélite et finalement en tôle emboutie) destinée à prendre appui sur le rebord de la carrosserie des véhicules pour stabiliser le tir (caractéristique déjà observée sur certaines armes très anciennes dites « de rempart »). Cela permettait d'éviter que le recul de l'arme ne renvoie la bouche du pistolet mitrailleur à l'intérieur du véhicule durant le tir, avec des risques pour les occupants et le matériel. 
Le chargeur de 32 cartouches constituait un point faible de l'arme. À l'intérieur, les cartouches étaient sur deux rangs, alors que l'approvisionnement de l'arme se faisait sur une seule file, par le haut du chargeur. Lors de la réunion des deux files en une seule, il était fréquent que les cartouches se collent (à cause de poussières) ce qui provoquait l'enrayement de l'arme. L'innovation apportée sur une version ultérieure (MP40/1), où le logement du chargeur était nervuré, n'apporta pas une grande satisfaction.
Un problème de sécurité ne tarda pas à se manifester. Il n'était pas possible de bloquer la culasse et, lors d'un choc sur l'arme, une cartouche pouvait entrer dans la chambre sans que cela soit souhaité. Le coup pouvait alors partir par accident. Ce problème a été résolu au moyen d'un dispositif de verrouillage introduit en série à partir de 1941. Généralement, les vieux MP38 et MP40 furent rééquipés de ce dispositif lors de réparations ou de rappels.

## Évolutions

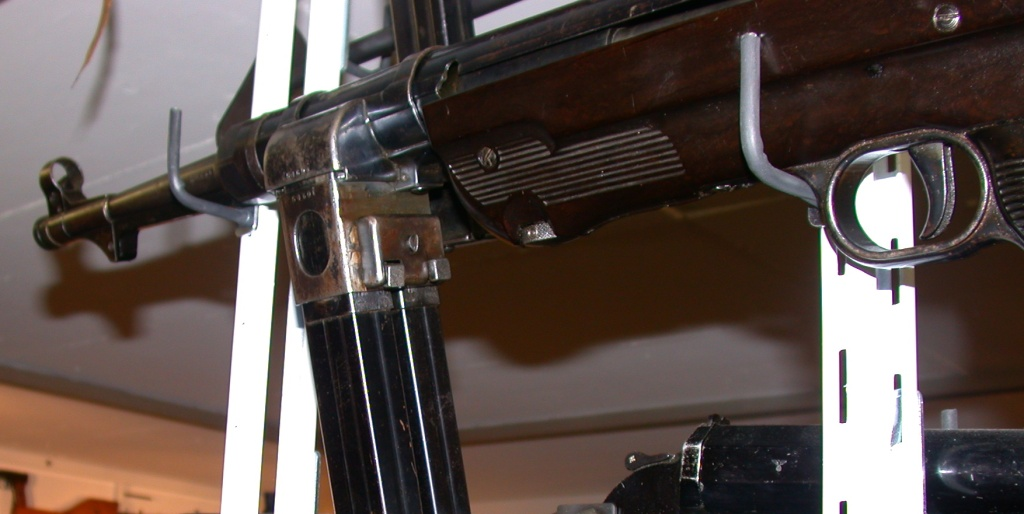
MP40/1, modèle expérimental extrêmement rare à deux chargeurs coulissants latéralement.

Lors de l'opération Barbarossa, la rencontre avec le PPSh-41 soviétique et son chargeur camembert de 71 coups conduisit à une version expérimentale la version MP40/1, équipée d'un double puits de chargeur. Après que le premier chargeur avait été vidé, celui-ci pouvait être retiré de son logement d'une simple poussée ; ainsi, pas moins de 64 coups pouvaient être tirés sans recharger. Néanmoins sa construction compliquée empêcha sa production en masse.
Hugo Schmeisser conçut quant à lui pendant la guerre le MP41. Cette arme était constituée du corps et de la culasse du MP40 (ce qui le rendait techniquement parlant pratiquement identique), d'une crosse en bois et du mécanisme de sélecteur de tir du MP28. Le MP41 fut surtout produit pour l'exportation (Roumanie) et par certaines unités comme le SD (Sicherheitsdienst).

## Dotation
Le Maschinenpistole 38 était tout d'abord destiné aux équipages de véhicules blindés, mais sa maniabilité en a vite fait l'arme de toutes les formations armées, même les équipages des U-Boot. Avec cette arme, plutôt compacte pour l'époque, une petite unité de combat pouvait développer une puissance de feu relativement importante.
Le MP38/40 est considéré  dans l'imaginaire comme l'arme substantielle de l'infanterie allemande. Ainsi, dans de nombreuses productions hollywoodiennes, cette arme est surreprésentée parmi les soldats allemands en comparaison avec les faits historiques. Les MP40 étaient généralement distribués aux chefs d'escouade et aux chefs de peloton, tandis que le reste de la troupe luttait avec des Mauser Karabiner 98k. À l'automne 1939, lors de la campagne de Pologne, la Wehrmacht s'était vu attribuer 8 773 MP 38. Jusqu'à l'introduction du MP40, pas moins de 40 000 unités en avaient été produites.

## Accessoires
Chaque arme était dotée de six chargeurs. À cet effet, chaque soldat possédait deux pochettes de trois chargeurs, une à droite et une à gauche. L'outillage nécessaire au garnissage des chargeurs se trouvait dans une petite sacoche supplémentaire sur la cartouchière gauche. Dans des cas bien spécifiques le MP40 était également accompagné d'un silencieux.

## Comportement au combat

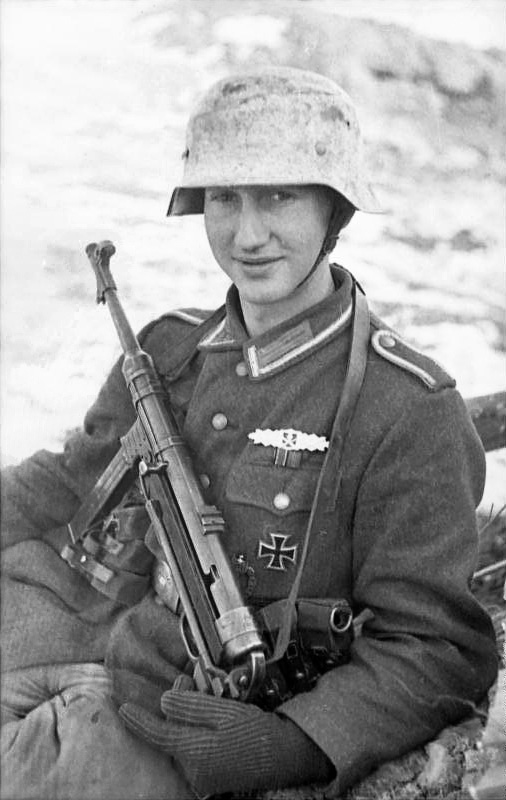
Un soldat allemand avec un MP40 en 1944.

Sa portée pratique était de 100 mètres. Sa cadence de tir modérée de 400 à 500 coups par minute le rendait plus contrôlable que certaines autres armes semblables. Il était équipé d'une crosse métallique pliante. 
Tandis que sur le front de l'Ouest, les Américains avaient tendance à préférer le MP40 à leur Thompson, les Allemands utilisaient sur le front de l'Est les PPSh-41 soviétiques.

## Imitations
Le MP40 a servi de modèle à bon nombre d'armes ultérieures, notamment des pistolets-mitrailleurs automatiques. Notons parmi ceux-ci :
- Le Carl Gustav M/45 suédois (à partir de 1945)
- Le Star Z-45 espagnol (à partir de 1945)
- Le Zastava M56  yougoslave (à partir de 1956)
- Le BD-38 automatique allemand (à partir de 2005)
- Pour la construction du M3A1 Grease gun américain (à partir de 1942), certains détails constructifs furent repris tant sur le MP40 que sur la Sten anglaise.
- L'Austen MK I, pistolet-mitrailleur australien, dont certaines caractéristiques ont été inspirées du modèle allemand.

D'autre part, les armes que les Alliés envoyaient aux différents groupes de résistants en Europe occupée étaient souvent finalisées de manière qu'ils puissent utiliser les munitions des MP40 (9 mm Parabellum) prises à l'ennemi. C'était notamment le cas de la Sten ou du United Defense M42 américain.

## Après la Seconde Guerre mondiale
Après la Seconde Guerre mondiale le MP40 servit en Palestine, où une grande quantité d'armes prises aux forces allemandes furent stockées dans les arsenaux de la future armée israélienne. Le médiateur suédois de l'ONU, Folke Bernadotte est assassiné par un commando du Lehi équipé de MP40, le 17 septembre 1948. Jusqu'en 1956, le MP40 fut l'arme officielle des parachutistes israéliens.
L'armée française réutilisa un grand nombre de MP40, et certaines armes sont envoyées après la Seconde Guerre mondiale en Asie ou en Afrique pour le trafic avec les futurs mouvements indépendantistes au sein de l’empire français. Ces MP40 ont été surtout utilisés lors de la guerre d'Indochine, notamment employés par les commandos de marine. Un grand nombre de MP40 fut également utilisé durant la guerre d'Algérie où elle arma les deux camps. Les derniers modèles furent retirés des stocks de l'armée française dans les années 1960.
En 1999, lors de la guerre du Kosovo, de nombreux exemplaires réapparurent. Récemment, un certain nombre de MP40 est toujours en service et utilisé dans la guerre civile syrienne.
On retrouve cette arme au cours de l'invasion de l'Ukraine par la Russie.